# Emel Emin
Emel Emin (n. 12 decembrie 1938, Bazargic, România) este o poetă, translatoare și profesoară de limba turcă din România.